# Glass Bead Game
Il Glass Bead Game o Glassperlenspiel ("gioco delle perle di vetro") è un gioco astratto della famiglia dei mancala moderni. Fu inventato dall'olandese Christian Freeling, e viene citato anche da Wayne Schmittberger nel saggio New Rules for Classic Games come un mancala rivoluzionario. Il nome del gioco è un riferimento al romanzo Il giuoco delle perle di vetro di Hermann Hesse. Il Glassperlenspiel si può considerare una variante del Wari, ma utilizza pezzi di due diversi generi, e alcuni di essi sono persino numerati; in questo modo si distingue da tutti i mancala tradizionali, in cui i pezzi sono sempre indifferenziati. Altri inventori di mancala moderni hanno cercato l'innovazione diversificando i pezzi; si veda per esempio lo Space Walk.

## Regole

### Tavoliere e disposizione iniziale
Il Glass Bead Game utilizza un tavoliere di dimensioni insolite, composto da 2 file di sole 5 buche ciascuna; ogni giocatore possiede la fila di buche più vicina. Ogni giocatore possiede inoltre un granaio detto "tazza" in cui depositare i pezzi catturati. I pezzi utilizzati sono 10 "sassi" (indistinti) e due serie di 5 gemme numerate da 1 a 5. All'inizio, ciascuna buca contiene un sasso e una gemma. Ogni serie di gemme occupa una fila, con la gemma marcata 1 nella prima buca da destra, quella da 2 nella seconda, e così via fino alla gemma marcata 5 nella buca più a sinistra.

### Turno
Il giocatore di turno preleva tutti i pezzi da una delle sue buche e li semina in senso antiorario. Il giocatore può scegliere liberamente quale dei pezzi prelevati depositare in ciascuna buca (si ricordi che in questo gioco i pezzi sono distinti). Come nel Wari, la buca da cui sono stati prelevati i pezzi dev'essere saltata se la semina esegue un giro completo del tavoliere.
La semina si conclude in una cattura se l'ultimo pezzo depositato è una pietra, e la buca in cui viene depositato è nella fila avversaria e contiene esattamente un pezzo:
1. se tale pezzo è una gemma, essa viene catturata (deposta nel pozzo del giocatore di turno). In tal caso, inoltre, se il penultimo pezzo deposto nella semina era anch'esso una pietra, e anch'esso è stato deposto in una buca che conteneva una gemma, anche tale gemma viene catturata; e via così a ritroso (anche questo meccanismo di cattura multipla ricorda molto il Wari).

1. se il pezzo è un sasso, il giocatore di turno può prelevare una gemma da una qualunque buca dell'avversario, o addirittura dalla tazza avversaria se nessuna di tali buche contiene gemme, e catturarla. Analogamente al caso precedente, si ha una cattura multipla se anche nella penultima buca attraversata dalla semina si è deposta una pietra e anche tale buca conteneva una pietra; e così via a ritroso.

Ancora dal Wari è tratta una "regola del dar da mangiare": se un giocatore, alla fine del proprio turno, si trova senza pezzi, l'altro è tenuto a fare una mossa tale da riempire qualcuna delle sue buche. A differenza del Wari, un giocatore che non possa "dar da mangiare" all'avversario perde la partita immediatamente (nel Wari la vincerebbe).

### Fine del gioco
Quando tutte le gemme sono state catturate, il gioco continua con solo le pietre (che, secondo le regole descritte sopra, non possono mai essere catturate). In questa fase finale la regola del "dar da mangiare" non vale più. Quando un giocatore inizia il proprio turno senza pezzi, la partita termina, con il seguente risultato: se l'avversario del giocatore rimasto senza pezzi ha almeno 15 punti, vince; altrimenti, perde. I punti si contano sommando i numeri marcati sulle gemme.

## Mancala simili
- Wari
- Space Walk